# Marinela Maxim
Marinela Maxim (nacida Marinela Ghiță, Bucarest, 25 de enero de 1955) es una deportista rumana que compitió en remo. Ganó dos medallas en el Campeonato Mundial de Remo, oro en 1974 y bronce en 1975.

## Palmarés internacional
| Campeonato Mundial | Campeonato Mundial       | Campeonato Mundial | Campeonato Mundial |
| Año                | Lugar                    | Medalla            | Prueba             |
| ------------------ | ------------------------ | ------------------ | ------------------ |
| 1974               | Lucerna (Suiza)          | Medalla de oro     | Dos sin timonel    |
| 1975               | Nottingham (Reino Unido) | Medalla de bronce  | Dos sin timonel    |